# Beinhaus (Pencran)

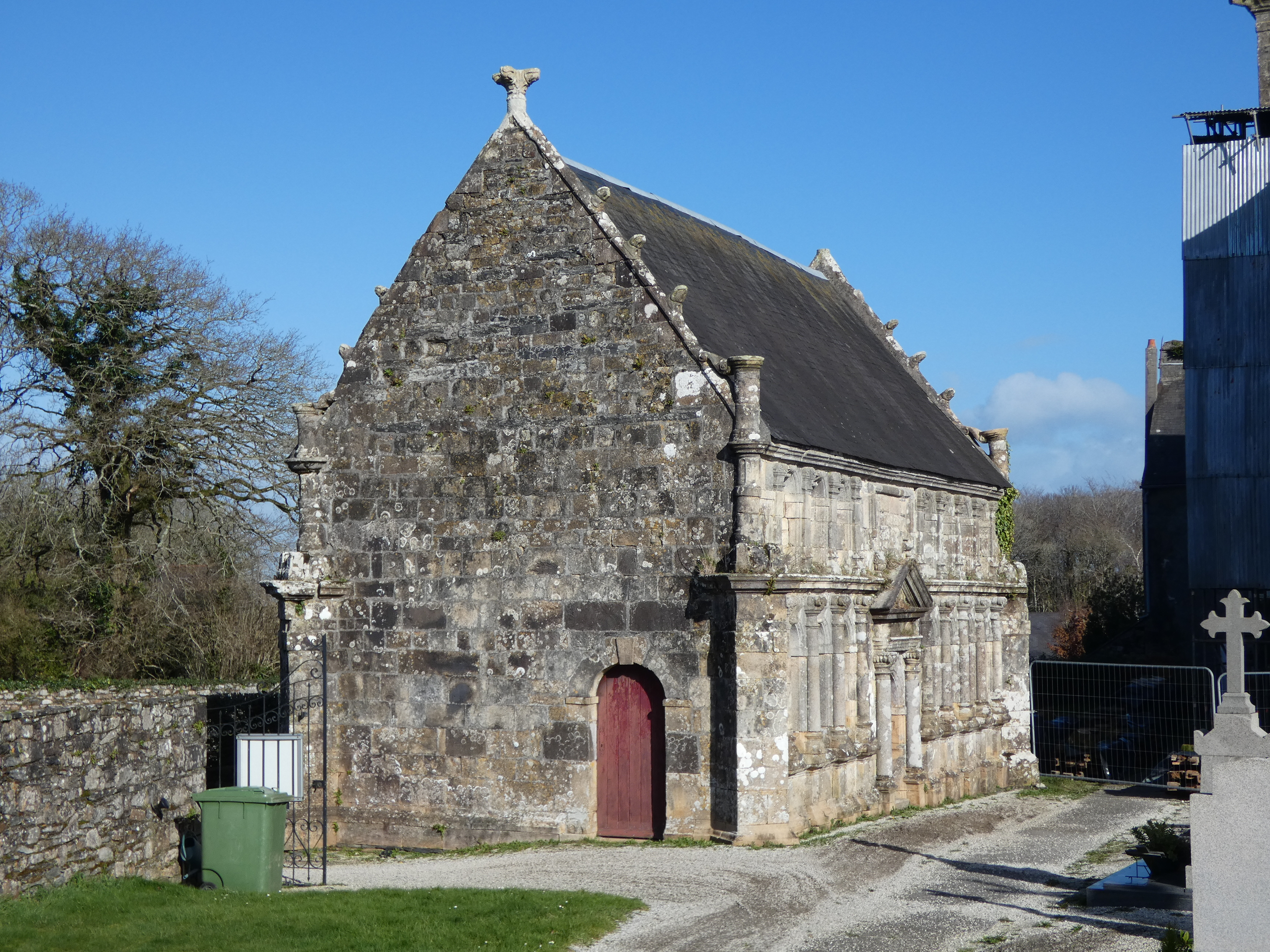
Beinhaus in Pencran

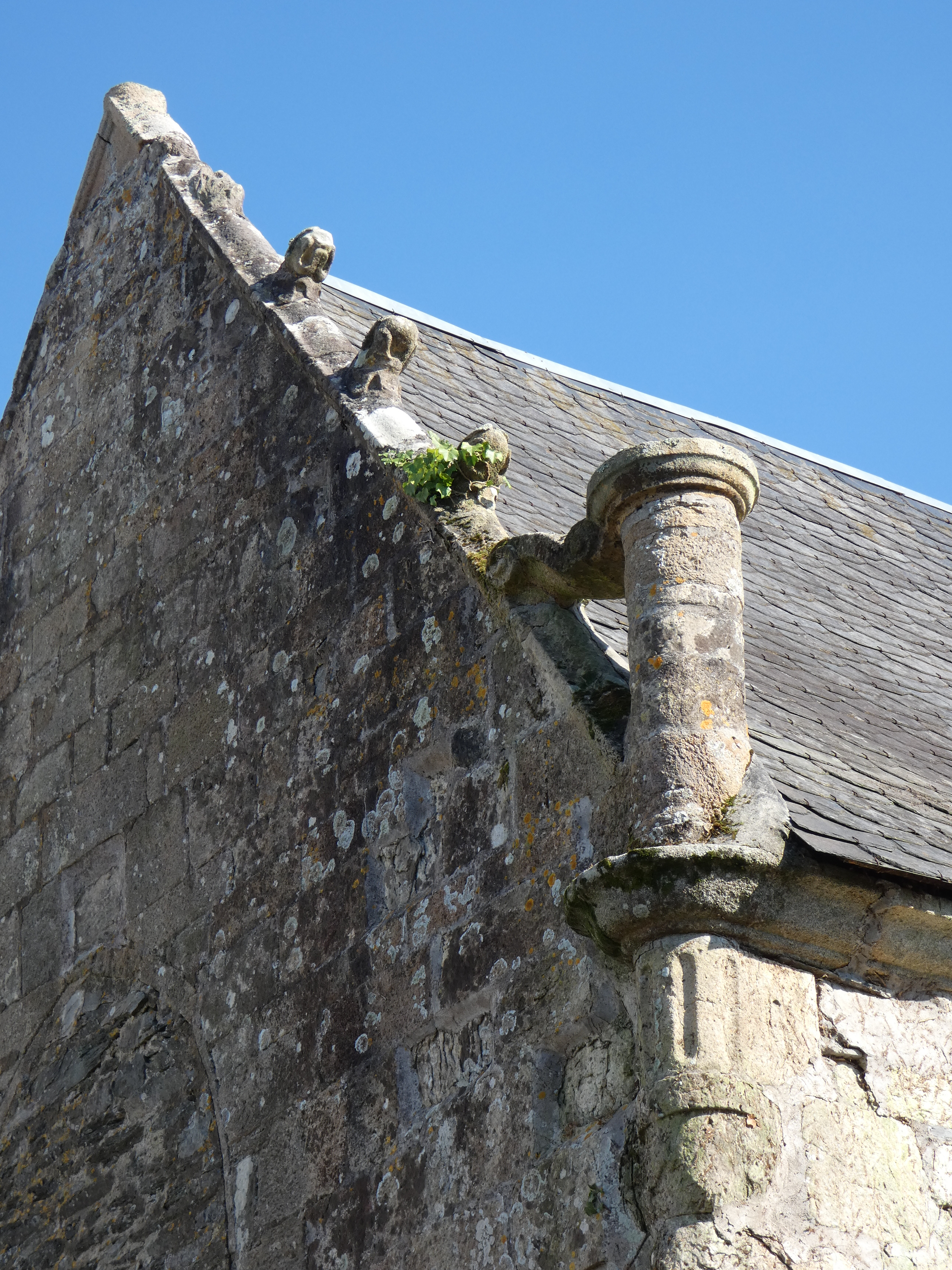
Giebelschmuck

Das Beinhaus nordwestlich der Kirche Notre-Dame in Pencran, einer französischen Gemeinde im Département Finistère in der Region Bretagne, wurde 1594 errichtet. Im Jahr 1990 wurde das Beinhaus als Monument historique in die Liste der Baudenkmäler in Frankreich aufgenommen.
Das Beinhaus im Stil der Renaissance wurde mit Granit aus Logonna erbaut. Das Dach ist mit rechteckigen Steinplatten gedeckt. An der Hauptfassade sind sieben Rundbögen rechts und links des Portals zu sehen, die von Säulen flankiert werden. Darüber sind Nischen für Heiligenfiguren angebracht. 
Über dem mit Säulen gerahmten Portal bildet ein Dreiecksgiebel den oberen Abschluss.   